# Siphlophis
Siphlophis – rodzaj węży z podrodziny Dipsadinae w rodzinie połozowatych (Colubridae).

## Zasięg występowania
Rodzaj obejmuje gatunki występujące w Kostaryce, Panamie, Kolumbii, Wenezueli, na Trynidadzie, w Gujanie, Gujanie Francuskiej, Brazylii, Ekwadorze, Peru i Boliwii. 

## Systematyka

### Etymologia
- Siphlophis: gr. σιφλος siphlos „okaleczony”[7]; οφις ophis, οφεως opheōs „wąż”[8].
- Tripanurgos: gr. τριπανουργος tripanourgos „trzykroć złośliwy, arcyłotr”[9]. Gatunek typowy: Coluber compressus Daudin, 1803.
- Lycognathus: gr. λυκος lukos „wilk”[10]; γναθος gnathos „żuchwa”[11]. Gatunek typowy: Coronella cervina Laurenti, 1768.
- Callopistria: zdrobnienie od gr. καλλος kallos „piękno”, od καλος kalos „piękny”; οπισθη opisthē „tył”[12]. Gatunek typowy: Callopistria rubrovertebralis Amaral, 1935 (= Coluber pulcher Raddi, 1820).

### Podział systematyczny
Do rodzaju należą następujące gatunki:
- Siphlophis ayauma Sheehy, Yánez-Muñoz, Valencia & E.N. Smith, 2014
- Siphlophis cervinus (Laurenti, 1768)
- Siphlophis compressus (Daudin, 1803)
- Siphlophis leucocephalus (Günther, 1863)
- Siphlophis longicaudatus (Andersson, 1901)
- Siphlophis pulcher (Raddi, 1820)
- Siphlophis worontzowi (Prado, 1940)